# Event
Pour les articles homonymes, voir Évent (homonymie).
Event est un mot anglais qui signifie événement. Utilisé en français dans le domaine de l'art, il prend un sens particulier et précis.
L'event, en art contemporain, désigne une œuvre qui se caractérise par le fait que c'est le spectateur qui la constitue. L'artiste ou le groupe d'artistes dispose et utilise dans un lieu des objets, des peintures mais aussi des sons, des films que le spectateur va s'approprier pour créer lui-même une œuvre[réf. nécessaire].
Le premier event, organisé par John Cage, eut lieu au Black Moutain College en 1952. Il y avait des peintures de Robert Rauschenberg, une danse de Merce Cunningham, des films, des projections de diapositives, des disques, de la radio, des poésies et une composition de Cage, Causerie Julliard. Le public se trouvait au centre de tout cela.
Selon Robert Rauschenberg :
« les « événements » (happenings) sont des espèces de pièces de théâtre pour lesquelles on compose un décor où les gens participent spontanément. »
On peut rattacher l'event au happening, à la performance, tous des termes qui désignent des œuvres éphémères, qui n'existent que par la présence d'un spectateur et faisant partie des pratiques d'art action. Cependant, ces termes présentent de subtiles différences. Alors que lors d'une performance, le spectateur n'est pas acteur et se contente de regarder ce qui se passe, avec un event, il devient acteur et construit lui-même son œuvre par association des différents éléments proposés. Dans le happening aussi, le spectateur devient acteur, mais ce qui différencie le happening de l'event est la présence d'un scénario préétabli que le spectateur-acteur est plus ou moins contraint de suivre. Dans l'event, il n'y a pas de scénario et l'artiste ne peut prévoir ce qui va advenir.
Avec le groupe Fluxus, l'event s'épure, devenant plus simple et se réduisant à un évènement unique[réf. nécessaire].

## Note
1. ↑  « Entretien avec André Parinaud (1961) » in Catalogue Paris/New York, 1908-1968, Paris, Centre Georges Pompidou, 1977 ; réed. Gallimard 1991.
2. ↑  Richard Martel, « Art action une rencontre insolite! », sur erudit.org, 1999 (consulté le 3 avril 2016)

## Source
- Jean-Yves Bosseur, Vocabulaire des Arts Plastiques du XXe siècle, Minerve, 1998,  (ISBN 2-86931-065-X)